# Савостьяново (Тёмкинский район)
Савостьяново — деревня в Тёмкинском районе Смоленской области России. Входит в состав Павловского сельского поселения. Население — 10 жителей (2007 год). 
Расположена в восточной части области в 3 км к юго-востоку от Тёмкина, в 25 км северо-восточнее автодороги Р132 Вязьма — Калуга — Тула — Рязань, на берегу реки Уйка. В 4 км северо-западнее деревни расположена железнодорожная станция Тёмкино на линии Вязьма — Калуга. 

## История
В годы Великой Отечественной войны деревня была оккупирована гитлеровскими войсками в октябре 1941 года, освобождена в марте 1943 года. 